# Sweet Inn
Sweet Inn è una startup franco-israeliana fondata nel 2014. Attiva in Europa e in Israele, l’azienda offre appartamenti in affitto a breve termine, con servizi alberghieri.
A partire dal 2017, il patrimonio immobiliare di Sweet Inn è costituito da 350 appartamenti e l’azienda ha 150 dipendenti.

## Concetto
Nel 2013, osservando che il mercato dell’affitto a breve termine è in piena espansione ma si confronta con questioni legate alla conformità, alla sicurezza e alla legalità, attraverso reti di ospitalità come Airbnb, Paul Besnainou ha quindi immaginato un concetto che abbini il comfort offerto dagli alberghi alla comodità di un’abitazione privata.
L’azienda ha avviato la propria attività nel 2014. Sweet Inn progetta e ristruttura i suoi appartamenti in spazi abitativi vuoti, concentrandosi “sull’importanza del design, sull’ubicazione centrale, in edifici tipici delle città ...". Tutti gli appartamenti offrono servizi di portineria  di fascia alta e i competitor di Sweet Inn è rappresentata dagli hotel a 4 o 5° stelle.

## Storia
Sweet Inn ha proposto i suoi primi appartamenti in affitto a Parigi, Gerusalemme e Tel-Aviv nel 2014, e successivamente a Bruxelles, Barcellona, Lisbona e Roma nel 2015. L’obiettivo dell’azienda è quello di estendere la propria offerta, entro il 2018, ad altre città europee di punta e all’Asia.
Anche se inizialmente i clienti mirati erano i turisti, Sweet Inn sta attirando sempre più clienti business per i quali ha creato un’offerta dedicata
Nel 2017 è stata lanciata una app.

## Modello di business
Sweet Inn opera nel mercato immobiliare a breve termine dominato dalle piattaforme peer-to-peer, vantando però un modello di business diverso[6]. Infatti, è proprio Sweet Inn ad affittare tutti gli appartamenti proposti attraverso leasing immobiliari, in piena conformità con la legislazione nazionale applicabile in ognuno dei paesi dove opera. Per esempio, per operare legalmente a Parigi, l'azienda utilizza solo appartamenti registrati come spazio commerciale.
Gli appartamenti in affitto possono essere prenotati direttamente dal sito Sweet Inn o tramite agenzie di viaggio online. A partire dal 2017, Sweet Inn realizza il 20% delle vendite attraverso il proprio sito web e l’obiettivo prefissato è quello di raggiungere un'autonomia del 50%.
Sweet Inn ha registrato un fatturato di 10 milioni di euro nel 2016 e la previsione per il 2017 è di circa 31 milioni di euro.

## Raccolta di fondi
A maggio 2017, diversi investitori hanno raccolto fino a 20 milioni di euro. Tra loro, il fondo d'investimento israeliano Qumra Capital, gli investitori francesi del club d'investimento La Maison (gestito da Michel Cicurel e Marc Lévy), la holding lussemburghese M.I.3 e il fondo BRM.
Grazie a questa raccolta di fondi, Sweet Inn mira a sviluppare nuovi strumenti tecnologici nel campo della gestione dei ricavi, dei big data e della fidelizzazione e, inoltre, a estendere il proprio patrimonio immobiliare.